# Paul Peel
Paul Peel (London, 7 novembre 1860 – Parigi, 3 ottobre 1892) è stato un pittore canadese.

## Biografia
Lavorò sia in Nordamerica che in Francia. Dal punto di vista della formazione, il suo operato artistico è legato ai circoli accademici dell'Art pompier, mentre stilisticamente l'artista si avvicina all'impressionismo.
Vinse una medaglia di bronzo nel 1890 al Salon di Parigi con l'opera After the bath, divenendo uno dei primi artisti canadesi a raggiungere, ancora in vita, notorietà a livello internazionale.
Le figure dipinte dal Peel, talvolta rappresentate in nudo, vengono ritratte di preferenza in situazioni quotidiane, talvolta idealizzate; mostrano una certa predilezione del pittore per il motivo artistico dei bagnanti, donne o bambini. In tenera età, i suoi due figli posarono da modelli per i suoi quadri. 
Peel contrasse un'infezione polmonare che lo portò alla morte, avvenuta durante il sonno quando il pittore aveva l'età di 32 anni.

## Opere
Tra le sue opere, si citano le seguenti: 
- Devotion (1881)
- Mother and Child (1888)
- The Young Botanist (1888–1890)
- A Venetian Bather 1889
- Portrait of Gloria Roberts (1889)
- After the Bath (1890)
- Robert Andre Peel (ca. 1892)